# 千田 (江東区)
千田（せんだ）は、東京都江東区の地名。「丁目」の設定のない単独町名である。住居表示実施済区域。

## 地理
東京都江東区の地理的中央部に位置し、深川地域に属する。北で扇橋、東で海辺、南で千石、西で石島と接する。町域の中央を四つ目通りが南北方向に縦走している。四つ目通り沿いには、江東公園がある。

## 歴史
江戸時代には江戸で出た塵芥の埋立地であった。この埋立地を1723年（享保8年）に近江屋庄兵衛と井籠屋万蔵らが2年の歳月をかけて開発した。その際に、近江屋の名字が千田であったことから千田新田という名が付いた。
その後、千田新田は深川石島に吸収されたが、1936年（昭和11年）に深川千田町として独立、1968年（昭和43年）の郵便番号導入に伴う住居表示実施からは千田という名称になった。

### 地名の由来
開発の中心となった近江屋庄兵衛の苗字が千田であったことによる。

## 世帯数と人口
2023年（令和5年）1月1日現在（東京都発表）の世帯数と人口は以下の通りである。
- 世帯数 : 1,197世帯
- 人口 : 1,938人

### 人口の変遷
国勢調査による人口の推移。
| 年                 | 人口  |
| ------------------ | ----- |
| 1995年（平成7年）  | 1,892 |
| 2000年（平成12年） | 1,769 |
| 2005年（平成17年） | 1,781 |
| 2010年（平成22年） | 1,803 |
| 2015年（平成27年） | 1,850 |
| 2020年（令和2年）  | 1,878 |

### 世帯数の変遷
国勢調査による世帯数の推移。
| 年                 | 世帯数 |
| ------------------ | ------ |
| 1995年（平成7年）  | 766    |
| 2000年（平成12年） | 748    |
| 2005年（平成17年） | 768    |
| 2010年（平成22年） | 834    |
| 2015年（平成27年） | 921    |
| 2020年（令和2年）  | 1,027  |

## 学区
区立小・中学校に通う場合、学区は以下の通りとなる（2023年4月時点）。
| 番地     | 小学校             | 中学校                 |
| -------- | ------------------ | ---------------------- |
| 1〜15番  | 江東区立扇橋小学校 | 江東区立深川第四中学校 |
| 16〜23番 | 江東区立川南小学校 | 江東区立深川第四中学校 |

## 交通

### 鉄道
千田の町域内に鉄道駅はないが、2030年代半ばまでに東京メトロ有楽町線の延伸（東京直結鉄道）が計画されており、その際に隣接する千石の町域内（四ツ目通り地下）に新駅が設置される予定となっている。
2024年時点で千田からの利用圏内の鉄道駅は以下の通り。
- 東京メトロ・東京都交通局（都営地下鉄）
  - 東西線：東陽町駅
  - 半蔵門線・都営新宿線：住吉駅

### バス
- 東京都交通局（都営バス）

東22（所管：江東）
錦糸町駅 - 住吉駅 - 千田 - 江東区役所 - 東陽町駅 - 木場駅 - 門前仲町 - 永代橋 - 茅場町 - 日本橋 - 東京駅丸の内北口
錦22（所管：臨海）
錦糸町駅 - 住吉駅 - 千田 - 江東区役所 - 東陽町駅 - 南砂町駅入口 - 臨海車庫（葛西臨海公園北入口）

### 道路
- 東京都道465号深川吾嬬町線（四ツ目通り）

## 事業所
2021年（令和3年）現在の経済センサス調査による事業所数と従業員数は以下の通りである。
- 事業所数 : 140事業所
- 従業員数 : 1,127人

### 事業者数の変遷
経済センサスによる事業所数の推移。
| 年                 | 事業者数 |
| ------------------ | -------- |
| 2016年（平成28年） | 150      |
| 2021年（令和3年）  | 140      |

### 従業員数の変遷
経済センサスによる従業員数の推移。
| 年                 | 従業員数 |
| ------------------ | -------- |
| 2016年（平成28年） | 1,177    |
| 2021年（令和3年）  | 1,127    |

## 施設
- 江東区千田福祉会館
- 江東千田郵便局
- 江東区立千田保育園
- 光明寺
- 宇迦八幡宮 - 石造六角宝塔（貞享2年在銘）が置かれている。

## その他

### 日本郵便
- 郵便番号 : 135-0013[3]（集配局 : 深川郵便局[16]）。